# 和田幸一
和田 幸一（わだ こういち、1956年 - ）は、日本の情報工学者。工学博士（大阪大学）。
法政大学理工学部応用情報工学科教授。名古屋工業大学名誉教授。電子情報通信学会フェロー。

## 略歴
大阪府生まれ。
1978年 - 大阪大学基礎工学部情報工学科 卒業。
1983年 - 大阪大学大学院基礎工学研究科 博士後期修了、大阪大学基礎工学部 助手。
1984年 - 名古屋工業大学講師。
1987年 - 名古屋工業大学工学部電気情報工学科 助教授。
1999年 - 名古屋工業大学工学部電気情報工学科 教授。
2003年 - 名古屋工業大学大学院工学研究科 教授。
2012年 - 法政大学理工学部応用情報工学科 教授。

## 著作等

### 単著
- 『Computational Aspect of VLSI』（近代科学社、1990年）
- 『VLSI計算の諸側面ーＶＬＳＩ設計のための理論とアルゴリズム(翻訳） 』（近代科学社、1990年）
- 『アルゴリズム工学』（共立出版、2001年）
- 『ITテキスト アルゴリズム論』（オーム社、2003年）
- 『情報数学』（森北出版、2010年）

## 専門分野
- 情報通信
- 情報学基礎論
- 計算機システム
- 高性能計算